# ヨエル・キナマン
- ジョエル・キナマン

ヨエル・キナマン（Joel Kinnaman, 1979年11月25日 - ）は、スウェーデンのストックホルム出身の俳優。ジョエル・キナマンとも表記される。高い評価を受けたスウェーデン映画『イージーマネー』の主演、グルドバッゲ賞助演男優賞へのノミネートをもたらした『Johna Falk』シリーズのフランク・ワグナー役、リメイクされた『ロボコップ』の主演などで知られる。

## 経歴
2002年から演技を始める。2009年の映画『I skuggan av värmen』で名を知られ、『Johan Falk』シリーズ6作でさらなる人気を得た。2010年1月に公開された『イージーマネー』は世界的な注目を集めた。キャリアの拡大を目指し、アメリカのユナイテッド・タレント・エージェンシーと契約した。2010年4月には『ダーケストアワー 消滅』で国際進出を果たすことが明らかになった。2011年4月からはAMCのテレビドラマ『THE KILLING 〜闇に眠る美少女』で刑事を演じた。2011年、『イージーマネー』の続編2本の撮影が開始され、2012年と2013年に公開された。
キナマンは『マイティ・ソー』と『マッドマックス』シリーズの第4作の主演候補に挙げられていた。
2014年にはリメイクされた『ロボコップ』では主演を務め、2015年に『聖杯たちの騎士』でクリスチャン・ベールと共演し、『ラン・オールナイト』ではリーアム・ニーソンと共演した。2016年には『スーサイド・スクワッド』が公開された。また、2016年にはネットドラマシリーズの『ハウス・オブ・カード 野望の階段』に出演した。

## 私生活
父親はアメリカ人で、スウェーデンとアメリカ双方の市民権を持つ。4人の姉妹がおり、スウェーデンの女優メリンダ・キナマンは姉にあたる。
2015年にスウェーデンのタトゥーアーティストと結婚したが2018年に離婚。
2019年よりオーストラリアとスウェーデンのモデルのケリー・ゲイルと交際、2021年1月に婚約した。

## 出演作品
※太字表記は主演。

### 映画
| 年   | 題名                                                        | 役名                                | 備考                                     | 吹き替え                           |
| ---- | ----------------------------------------------------------- | ----------------------------------- | ---------------------------------------- | ---------------------------------- |
| 2010 | イージーマネー Snabba Cash                                  | ヨハン・ウエストランド              |                                          | （吹き替え版なし）                 |
| 2011 | ドラゴン・タトゥーの女 The Girl with the Dragon Tattoo      | クリステル・マルム                  | TBA                                      |                                    |
| 2011 | ダーケストアワー 消滅 The Darkest Hour                      | スカイラー                          | 檀臣幸                                   |                                    |
| 2012 | デンジャラス・ラン Safe House                               | ケラー                              | TBA（ソフト版） 小松史法（BSジャパン版） |                                    |
| 2012 | 29歳からの恋とセックス Lola Versus                          | ルーク                              | 中尾一貴                                 |                                    |
| 2014 | ロボコップ RoboCop                                          | アレックス・マーフィー / ロボコップ | 中尾一貴                                 | 『ロボコップ』（1987年）のリメイク |
| 2015 | 聖杯たちの騎士 Knight of Cups                               | エロル                              |                                          | TBA                                |
| 2015 | ラン・オールナイト Run All Night                            | マイク・コンロン                    | 小川輝晃                                 |                                    |
| 2015 | チャイルド44 森に消えた子供たち Child 44                    | ワシーリー・ニキーチン              | 小林親弘                                 |                                    |
| 2016 | スーサイド・スクワッド Suicide Squad                        | リック・フラッグ大佐                | 宮内敦士                                 |                                    |
| 2016 | ウィンターストーム 雪山の悪夢 Edge of Winter                | エリオット・ベイカー                | 中尾一貴                                 |                                    |
| 2019 | THE INFORMER/三秒間の死角 The Informer                      | ピート・コズロー                    | 中尾一貴                                 |                                    |
| 2020 | The Sound of Philadelphia                                   | Michael Flood                       | N/A                                      |                                    |
| 2020 | マヤの秘密 The Secrets We Keep                              | トーマス・スタインマン              | （吹き替え版なし）                       |                                    |
| 2021 | ザ・スーサイド・スクワッド “極”悪党、集結 The Suicide Squad | リック・フラッグ大佐                | 宮内敦士                                 |                                    |
| 2023 | シンパシー・フォー・ザ・デビル Sympathy for the Devil       | デイビッド                          | 宮内敦士                                 |                                    |
| 2023 | サイレントナイト Silent Night                               | ブライアン・ゴドラック              | TBA                                      |                                    |
| 2024 | The Silent Hour                                             | Detective Frank Shaw                | TBA                                      |                                    |

### テレビシリーズ
| 年        | 題名                                           | 役名                       | 備考                                     | 吹き替え |
| --------- | ---------------------------------------------- | -------------------------- | ---------------------------------------- | -------- |
| 2011-2014 | THE KILLING 〜闇に眠る美少女 The Killing       | スティーブン・ホールダー   | 計44話出演                               | 小松史法 |
| 2016-2017 | ハウス・オブ・カード 野望の階段 House of Cards | ビル・コンウェイ           | 計15話出演                               | 矢野正明 |
| 2018      | オルタード・カーボン Altered Carbon            | タケシ・コヴァッチ         | 計10話出演                               | 星野貴紀 |
| 2019      | ハンナ 〜殺人兵器になった少女〜 Hanna          | エリック・ヘラー           | Amazonビデオオリジナルシリーズ 計8話出演 | 小松史法 |
| 2019-     | フォー・オール・マンカインド For All Mankind   | エドワード・ボールドウィン | 計20話出演                               | 星野貴紀 |
| 2024      | ピースメイカー Peacemaker                      | リック・フラッグ大佐       | シーズン2より登場                        |          |